# Yuscarán
Yuscarán é uma cidade de Honduras e capital do departamento de El Paraíso.